# Тендрівський маяк
Тендрівський маяк — один з найважливіших маяків Чорного моря . Знаходиться на острові Тендра (Тендрівська коса), навпроти півострова Тарханкут. Побудований за проектом Бориса Фон-дер-Фліса.

## Історія
Тендрівський маяк побудований в 1827 році і з тих пір стоїть без всяких перебудов, зберігаючи свій початковий зовнішній вигляд — біла кругла кам'яна башта висотою 30 м з двома чорними горизонтальними смугами. Хоча його оснащення докорінно змінилася. Керосиново-гартівна установка замінена на сучасну автоматизовану світлооптичну апаратуру, маяк насичений та іншої спеціальної апаратурою різного призначення, але сам маяк — колишній.
У свій час обґрунтуванням будівництва маяка були численні посадки на косу суден, що прямують з Босфору до Одеси, але знесених західними вітрами. Для того ж, щоб вночі не сплутати Тендрівська та Одеський маяки, вони мали різну характеристику вогню.
Тендрівська коса називалася «Ахіллів біг» — на честь володаря Понта Евксинського. А слово «біг», за переказами, пов'язують або з тренуваннями Ахілла в бігу по косі, або з переслідуванням «Агамемно-нової дочки Іфігініі». Цікаво, що Арріан в понятті «Ахіллів біг» об'єднував і Тендра і Джарилгач, що географічно і геологічно правильніше. Цікаво також, що і тоді географи не вирішували однозначно: острова Чи Тендра і Джарилгач? Говорячи про ахіллового бігу як про косу, Арріан вживає вираз — «… кінці її мають вигляд островів».
На західному узбережжі оголовка Тендрівської коси знаходилося святилище, присвячене Ахіллу. Відомості про нього існували тільки в стародавніх джерелах. Але ось в 1824 році той же капітан-лейтенант Критський, що працював на Зміїному, беручи участь у будівництві Тендрівської маяка, зацікавився незвичайним для цієї коси невеликим пагорбом. При розтині в ньому виявилося понад 800 грецьких, боспорських, фракійських і римських монет, антична кераміка, мармурові плити з текстом присвят тощо У подяку за щасливе і безпечне плавання моряки приносили сюди багаті пожертви Ахіллу.
Можливо в античні часи на косі був і маяк — настільки важливим вважався цей район для мореплавців, що прямують в гирлі Борисфена- Дніпра, де були великі і багаті давньогрецькі міста.
В кінці першого тисячоліття нашої ери Тендра не раз служила «маневровою базою» для київських мореплавців в їх далеких плаваннях по Чорному морю. Використовували її і запорізькі козаки як місце збору, відпочинку та підготовки до зворотного прориву на своїх легких «чайках» в гирлі Дніпра через заслони важких турецьких галер.
Адмірал Ф. Ф. Ушаков здобув в 1790 році у Тендри свою чергову перемогу над турецьким флотом. На рейді острова був піднятий в 1905 році прапор революції на броненосці «Потьомкін». Через кілька десятиліть легендарний броненосець ще раз повернувся на Тендра — щогли його використовували як навігаційні знаки. Згодом вони були замінені на штатні знаки, а самі щогли перенесені в Миколаївський музей суднобудування. Лежить на ґрунті неподалік від Тендри вічний пам'ятник кораблям героїчної чорноморської ескадри — есмінець «Фрунзе», загиблий від ударів німецької авіації, коли есмінець рятував моряків з потоплених під час нальоту транспорту і канонерки. Всі кораблі, проходячи повз це місце, віддають військові почесті героям.

### Друга світова війна
Під час Другої світової війни маяк перебував фактично в центрі військових дій (тут розташовувалася артилерійська батарея, яка захищала конвої суден біля Одеси). На маяку жили коні, і під час війни вони лишилися сам на сам із островом. Здичавіли, розмножились  — і тепер на косі можна натрапити на табун із сотні напівдиких коней.
Гарнізон Тендрівської бойової ділянки кілька тижнів тримав кругову оборону в складну військову осінь сорок першого року, покинувши острів тільки за наказом командування. На їх честь був споруджений на косі одеськими студентами кам'яний обеліск. 
Не обійшла Тендра своєю увагою і наука — був там свого часу міні-дельфінарій на одного-двох дельфінів. А ось широко розповсюджені в 50-ті роки наукові омани вчених-береговиків мало не призвели до загибелі маяка, що простояв півтора сторіччя. У якийсь штормовий рік хвилями розмило кілька метрів пляжу поблизу маяка. За порадами вчених і відповідно до абсолютною істиною тих років: «буни рятують берег» на мілководді проти маяка були затоплені два невеликих списаних допоміжних судна. У строгій відповідності з природними законами пішов розмив пляжу північніше кожної «буни», а що утворилася і збільшується в розмірах бухточка стала загрозливо наближатися до маяка. Але саме море неначе «пошкодувало» своїх служителів, замивання цих горе-бунів в пісок. Уздовж берегової потік наносів відновився у своєму природному стані і в лічені місяці ліквідував бухточки, знову перетворивши берег біля маяка в класичний вільний пляж. Цей незначний приватний епізод наочно підтвердив істину, яку досі не розуміють так звані господарники і, на подив, деякі вчені — «не втручайтеся в берег, не намагайтеся застосовувати до нього» недозволені «, неприйнятні йому прийоми!»
Жорстокі осінні шторми надзвичайної сили у 1981 році змили близько двох десятків метрів пляжу проти маяка, нагнати тривалими південними вітрами вода проникла і розгулялася у маякові містечку, завдавши йому істотні пошкодження. Гідрографи ламали голови: як врятувати маяк? Будувати чи новий? А де взяти для цього кошти? А виручив їх, буквально вберіг від непотрібної витрати сил і засобів та від непотрібних хвилювань найстаріший гідротехнік і гідролог Чорного моря, колишній працівник «ЧорноморНДІпроект», тоді вже 90-річний Володимир Іванович Аверічев. Розібравшись у ситуації на місці, організувавши і провівши (у свої-то роки!) Необхідні спостереження, він через деякий час твердо заявив: «Нічого робити не треба, все само прийде в норму!» Через рік-півтора пляж біля маяка повністю відновився.

### Сучасний стан
У 2020-х основною небезпекою для маяка стала вода. Якщо в часи заснування відстань від маяка до берега становила 94 метри, то тепер вона наблизилася до 7 метрів. Спроби укріпити берег завершилися невдало. 

### Російсько-українська війна
Острів, на якому розташовано маяк, з лютого 2022 року перебуває під окупацією Росії. 
Увечері 28 лютого 2024 року бійці 73-го морського центру Сил спеціальних операцій Збройних сил України спробували висадися на острові для виконання бойових завдань. Бійці вступили в бій з противником і зазнали втрат.

## Список приміток
1. ↑  7 маяків України, які треба побачити в першу чергу. О, Море.Сity (укр.). Процитовано 1 травня 2024.
2. ↑  Група українських спецпризначенців загинула біля Тендрівської коси. Що відомо?. BBC News Україна (укр.). 29 лютого 2024. Процитовано 1 травня 2024.

| Маяк | Це незавершена стаття про маяк. Ви можете допомогти проєкту, виправивши або дописавши її. |